# Tempête tropicale Alpha (2005)
Pour les articles homonymes, voir Cyclone tropical Alpha.
La tempête tropicale Alpha, le 23e cyclone de l'année 2005, a fait de cette année une saison record pour le bassin de l'océan Atlantique, dépassant l'ancien record de 1933. C'est la deuxième utilisation du nom Alpha pour une tempête tropicale dans l'Atlantique, mais la première fois en tant que lettre grecque. En 2005, c'est le premier cyclone nommé par une lettre grecque.

## Chronologie
Le 15 octobre 2005, une onde tropicale s'est formée près du littoral africain. Le 19 octobre, elle a atteint les Petites Antilles et a amorcé son développement près de l'île de la Barbade. Traversant une zone de cisaillement des vents très faible, l'activité convective s'est intensifiée et le 22 octobre, à 12:00 UTC, la zone perturbée s'était organisée en dépression tropicale dans l'est de la mer des Caraïbes, à 290 km au sud-ouest de San Juan (Porto Rico). La dépression continua son intensification, se dirigeant vers la côte sud de l'île d'Hispaniola. À 18:00 UTC, malgré le fort cisaillement provenant du puissant ouragan Wilma à proximité, la dépression s'intensifia en tempête tropicale, que l'on nomma Alpha.
Le 23 octobre 2005, vers 10:00 UTC, Alpha toucha terre près de Barahona (République dominicaine) avec des vents soutenus de 85 km/h. Traversant l' île d'Hispaniola, Alpha s'affaiblit au passage du relief accidenté et redevint dépression tropicale.
De retour dans l'océan Atlantique, le cyclone Alpha accéléra sa course vers le nord. Dans l'après-midi du 24 octobre, Alpha perdit ses caractéristiques tropicales. Puis, le 25 octobre 2005 à 0:00 UTC, les restes d'Alpha ont été définitivement intégrés à la circulation reliée au puissant ouragan Wilma.

## Bilan

### Haïti
Une rivière en crue a inondé la banlieue de Port-au-Prince, tuant 17 personnes . Parmi eux, deux ont été électrocutées, une s'est noyée et cinq ont été emportées par les eaux.
Au moins 400 résidences ont été endommagées par la tempête et 23 d'entre elles ont été complètement emportées.

### République dominicaine
Les autorités ont ordonné l'évacuation de 30 000 personnes vivant dans les zones inondables. Ils ont placé environ 1000 personnes dans des abris.
On rapporte 9 morts, dont deux pêcheurs rapportés disparus en mer et un garçon de 14 ans qui a été emporté par un torrent à Guaricanos. 